# Antoculeora ornatissima
Antoculeora ornatissima là một loài bướm đêm trong họ Noctuidae.
Antoculeora ornatissima phân bố ở Ấn Độ đến khu vực phía tây dãy Himalaya cũng như ở Nga, Pakistan, Trung Quốc và Nhật Bản.